# Кумане (Велико Градиште)
Кумане је насеље у Србији у општини Велико Градиште у Браничевском округу. Према попису из 2022. било је 279 становника.

## Демографија
У насељу Кумане живи 355 пунолетних становника, а просечна старост становништва износи 43,3 година (42,1 код мушкараца и 44,2 код жена). У насељу има 107 домаћинстава, а просечан број чланова по домаћинству је 4,03.
Ово насеље је великим делом насељено Србима (према попису из 2002. године), а у последња три пописа, примећен је пад у броју становника.
|  |

| Демографија | Демографија | Демографија |
| Година      | Становника  | Становника  |
| ----------- | ----------- | ----------- |
| 1948.       | 686         |             |
| 1953.       | 677         |             |
| 1961.       | 690         |             |
| 1971.       | 644         |             |
| 1981.       | 617         |             |
| 1991.       | 598         | 491         |
| 2002.       | 431         | 551         |
| 2011.       | 324         |             |

| Етнички састав према попису из 2002.‍ | Етнички састав према попису из 2002.‍ | Етнички састав према попису из 2002.‍ | Етнички састав према попису из 2002.‍ | Етнички састав према попису из 2002.‍ |
| ------------------------------------ | ------------------------------------ | ------------------------------------ | ------------------------------------ | ------------------------------------ |
|                                      |                                      |                                      |                                      |                                      |
| Срби                                 | Срби                                 |                                      | 428                                  | 99,30%                               |
| Румуни                               | Румуни                               |                                      | 1                                    | 0,23%                                |
| Мађари                               | Мађари                               |                                      | 1                                    | 0,23%                                |
| непознато                            | непознато                            |                                      | 1                                    | 0,23%                                |

| Година пописа     | 1948. | 1953. | 1961. | 1971. | 1981. | 1991. | 2002. |
| ----------------- | ----- | ----- | ----- | ----- | ----- | ----- | ----- |
| Број домаћинстава | 135   | 131   | 132   | 122   | 115   | 108   | 107   |

| Број чланова      | 1  | 2  | 3  | 4  | 5  | 6  | 7 | 8 | 9 | 10 и више | Просек |
| ----------------- | -- | -- | -- | -- | -- | -- | - | - | - | --------- | ------ |
| Број домаћинстава | 21 | 15 | 10 | 11 | 20 | 15 | 8 | 4 | 2 | 1         | 4,03   |

| Пол    | Укупно | Неожењен/Неудата | Ожењен/Удата | Удовац/Удовица | Разведен/Разведена | Непознато |
| ------ | ------ | ---------------- | ------------ | -------------- | ------------------ | --------- |
| Мушки  | 163    | 27               | 112          | 14             | 6                  | 4         |
| Женски | 201    | 27               | 117          | 49             | 8                  | 0         |
| УКУПНО | 364    | 54               | 229          | 63             | 14                 | 4         |

| Пол    | Укупно                    | Пољопривреда, лов и шумарство | Рибарство                            | Вађење руде и камена | Прерађивачка индустрија       |
| ------ | ------------------------- | ----------------------------- | ------------------------------------ | -------------------- | ----------------------------- |
| Мушки  | 109                       | 89                            | 0                                    | 0                    | 6                             |
| Женски | 103                       | 93                            | 0                                    | 0                    | 4                             |
| УКУПНО | 212                       | 182                           | 0                                    | 0                    | 10                            |
| Пол    | Производња и снабдевање   | Грађевинарство                | Трговина                             | Хотели и ресторани   | Саобраћај, складиштење и везе |
| Мушки  | 0                         | 0                             | 3                                    | 1                    | 0                             |
| Женски | 0                         | 0                             | 3                                    | 0                    | 0                             |
| УКУПНО | 0                         | 0                             | 6                                    | 1                    | 0                             |
| Пол    | Финансијско посредовање   | Некретнине                    | Државна управа и одбрана             | Образовање           | Здравствени и социјални рад   |
| Мушки  | 0                         | 4                             | 2                                    | 0                    | 3                             |
| Женски | 0                         | 1                             | 0                                    | 1                    | 1                             |
| УКУПНО | 0                         | 5                             | 2                                    | 1                    | 4                             |
| Пол    | Остале услужне активности | Приватна домаћинства          | Екстериторијалне организације и тела | Непознато            | Непознато                     |
| Мушки  | 0                         | 0                             | 0                                    | 1                    | 1                             |
| Женски | 0                         | 0                             | 0                                    | 0                    | 0                             |
| УКУПНО | 0                         | 0                             | 0                                    | 1                    | 1                             |